# Clive Swift
Clive Walter Swift (ur. 9 lutego 1936 w Liverpoolu, zm. 1 lutego 2019 w Londynie) − brytyjski aktor i autor piosenek, znany głównie z roli Richarda Bucketa z serialu BBC One Co ludzie powiedzą?.

## Życiorys
Urodził się w Liverpoolu, w rodzinie żydowskiej, jako syn Abrama Swifta i Lily Rebeki z domu Greenman. Jego starszy brat Davis (1931−2016) również był aktorem. Obaj ukończyli Clifton College oraz Gonville and Caius College na Uniwersytecie Cambridge.
Clive Swift był wykładowcą London Academy of Music and Dramatic Art w Royal Academy of Dramatic Art w Londynie. 
W 1972 zadebiutował na kinowym ekranie w filmie Alfreda Hitchcocka Szał. W latach 70. pojawiał się w roli doktora Blacka w serialach The Stalls of Barchester i A Warning to the Curious. W kolejnych latach występował w licznych filmach i serialach brytyjskich, m.in. Waugh on Crime, The National Health, Frenzy, czy Podróż do Indii. Największą popularność wśród masowej publiczności przyniosła mu rola Richarda Bucketa, męża Hiacynty, w serialu komediowym Co ludzie powiedzą?.
Jako autor piosenek, tworzył głównie na potrzeby swojego autorskiego talk-show, Richard Bucket Overflows: An Audience with Clive Swift.
Przez wiele lat grał Hitchcocka w słuchowisku radia BBC Strangers on a Film. Pojawił się również w kilku odcinkach serialu Doktor Who. Ostatnie epizody z jego udziałem zostały wyemitowane w 2007.
W latach 1960−1975 był mężem pisarki Margaret Drabble, z którą miał troje dzieci: Rebeccę, Adama i Joego.
Zmarł 1 lutego 2019 w swoim domu, po krótkiej chorobie, w otoczeniu rodziny. Miał 82 lata.

## Filmografia

### filmy fabularne
- 1965: Złap nas jeśli potrafisz (Catch Us If You Can) jako Duffie
- 1968: Sen nocy letniej (A Midsummer Night's Dream) jako Snug
- 1972: Linia śmierci (Death Line) jako Inspektor Richardson
- 1972: Szał (Frenzy) jako Johnny Porter
- 1973: Man at the Top jako Massey
- 1973: The National Health jako Ash
- 1978: The Sailor's Return jako Reverend Pottock
- 1981: Excalibur jako Ector
- 1984: Memed My Hawk
- 1984: Podróż do Indii (A Passage to India) jako major Callendar
- 1988: Młody Toscanini (Il Giovane Toscanini) jako Maestro Scala
- 1997: Gaston's War jako generał James

### seriale TV
- 1963: The Wars of the Roses
- 1963-1989: Doctor Who jako Jobel
- 1964-1970: The Wednesday Play
- 1968: Wszystko dobre, co się dobrze kończy (All`s Well That Ends Well) jako Parolles
- 1970: Roll on Four O’Clock jako Max Fielder
- 1970-1984: Play for Today
- 1971: Stalls of Barchester / Ghost Story for Christmas: The Stalls of Barchester jako dr Black
- 1972: A Warning to the Curious jako Doktor Black
- 1972: Dead of Night: The Exorcism jako Dan
- 1974: South Riding jako Cllr. Alfred E. Huggins
- 1975: Goodbye
- 1976: Clayhanger jako Albert Benbow
- 1976: Beasts jako 'Bunny' Nettleton
- 1976: Romeo and Juliet jako Friar Lawrence
- 1978: A Horseman Riding By jako Watkins
- 1978: 1990 jako Tony Doran
- 1978–1981: Bless Me Father jako Fred Dobie
- 1979: Henryk IV, część 1 (Henry IV Part One) jako Thomas Percy (1. hrabia Worcester)
- 1979: Hazell jako Fitch
- 1979-1988: Tales of the Unexpected jako Latham
- 1980: Cribb jako dr Probert
- 1981: Churchill w niełasce (Winston Churchill: The Wilderness Years) jako Sir Horace Wilson
- 1982: The Barchester Chronicles jako Biskup Proudie
- 1982: Praying Mantis jako dr Faure
- 1984: Pericles, Prince of Tyre jako Lord Cerimon
- 1985: The Pickwick Papers jako pan Tupman
- 1985: Doktor Who (Doctor Who) jako Profesor Jobel
- 1986-1988: A Very Peculiar Practice jako Profesor Piers Platt
- 1986-1992: Boon jako Charles Hastings
- 1988: The Ray Bradbury Theatre jako St. John Court
- 1987: Stek kłamstw (Pack of Lies) jako Ellis
- 1987: Cause célèbre jako P.P. Croom Johnson
- 1987-2000: Inspector Morse jako Doktor Thomas Bartlett
- 1988: Koniec podróży (Journey`s End) jako kapitan Hardy
- 1988: Minder: An Officer and a Car Salesman jako dyrektor Chisholma
- 1990: Othello jako Brabantio/Gratiano
- 1990-1995: Co ludzie powiedzą? (Keeping Up Appearances) jako Richard Bucket
- 1991: Wojna, która nigdy się nie kończy (The War That Never Ends) jako Athenagoras
- 1992: Heartbeat jako Victor Kellerman
- 1993–2002: Peak Practice jako Norman Shorthose, chemik
- 1997: Piątka detektywów (The Famous Five) jako pan Pottersham
- 2011: Arystokraci (Aristocrats) jako Jerzy II Hanowerski
- 2002: Z krwi i kości (Born and Bred) jako Reverend Brewer
- 2002: Młody Artur (Young Arthur) jako Illtud
- 2003: Z planu filmowego: wpadki i pomyłki aktorów (It Shouldn't Happen to a TV Actor)
- 2007: Doktor Who (Doctor Who: Voyage of the Damned) jako pan Copper
- 2011: Przekręt (Hustle) jako Yusef
- 2017: Morderstwa w Midsomer (Midsomer Murders) jako Felix Hope